# Zastava Brazila
Zastava Brazila usvojena je 19. studenog 1889., a verzija s 27 zvjezdica izvedena je 12. svibnja 1992.
Stvaratelji prvotne zastave su Miguel Lemos i Manuel Pereira Reis.
Sastoji se od zelene podloge na kojoj se nalazi veliki žuti romb. Unutar njega je plavi krug s bijelim zvijezdama u pet različitih veličina. U sredini kruga je zaobljena bijela traka na kojoj je napisana državna krilatica Ordem e Progresso (hrv. „red i napredak”).
Zelena podloga sa žutim rombom prenesena je iz razdoblja carstva. Zelena i žuta boja predstavljaju Braganza-Habsburšku dinastiju. Grb brazilskog carstva zamijenjen je plavim krugom s 27 bijelih zvjezdica. Zvjezdice, čiji položaj na zastavi odražava nebo iznad Ria 15. studenoga 1889. godine, predstavljaju jedinstvo saveznih država, a svaka zvjezdica predstavlja specifičnu državu. Krilatica Ordem e Progresso je nadahnuta Comteovim pozitivističkim motom.

## Vanjske poveznice
- Flags of the World